# Psychotria amieuensis
Psychotria amieuensis är en måreväxtart som beskrevs av André Guillaumin. Psychotria amieuensis ingår i släktet Psychotria och familjen måreväxter. Inga underarter finns listade i Catalogue of Life.